# Charles Swickard
Charles Swickard (21 marzo 1861 – Fresno, 21 marzo 1929) è stato un regista, attore e sceneggiatore tedesco.
Emigrato negli Stati Uniti, diventò regista cinematografico, lavorando all'epoca del muto.

## Biografia
Nato in Germania, era fratello dell'attore Josef Swickard. Attore teatrale, il suo nome appare nei primi anni del Novecento in alcune produzioni di Broadway anche in qualità di commediografo.
Negli Stati Uniti, diventò regista lavorando per Thomas H. Ince alla New York Motion Picture Company. Tra i suoi film, una versione del 1916 del capolavoro di Dumas, un The Three Musketeers interpretato da Louise Glaum e Dorothy Dalton.
Nella sua carriera cinematografica, che è durata non più di sei anni (dal suo esordio nel 1914 come attore e sceneggiatore, al suo ultimo film che risale al 1920), Charles Swickard appare in una quarantina di pellicole come regista, come attore in dieci film, come sceneggiatore in altri tre. Nel 1916, si cimentò anche come produttore nel western Mixed Blood, da lui diretto, che aveva per protagonista Claire McDowell.

### Vita privata
Suo fratello Josef era sposato all'attrice Margaret Campbell che, nel 1939, sarebbe poi stata brutalmente assassinata dal figlio.

## Filmografia
La filmografia è completa

### Regista
- The Still on Sunset Mountain (1915)
- Through the Murk (1915)
- In the Warden's Garden (1915)
- Molly of the Mountains - cortometraggio (1915)
- The Renegade (1915)
- A Piece of Amber (1915)
- The Soul of Phyra (1915)
- Shorty Inherits a Harem (1915)
- The Brink  (1915)
- The Forbidden Adventure (1915)
- The Beckoning Flame (1915)
- Aloha Oe, co-regia di Richard Stanton e Gilbert P. Hamilton (1915)
- The Three Musketeers (1916)
- The Raiders (1916)
- Il vendicatore (Hell's Hinges), co-regia di (non accreditati) William S. Hart e Clifford Smith (1916)
- Il mendicante (The Beggar of Cawnpore) (1916)
- A Siren of the Jungle (1916)
- The Good-for-Nothing Brat (1916)
- The Captive God (1916)
- Fate's Decision (1916)
- Destiny's Boomerang (1916)
- The Sign of the Poppy (1916)
- Mixed Blood (1916)
- The Gates of Doom (1917)
- The Scarlet Crystal (1917)
- The Phantom's Secret (1917)
- The Plow Woman (1917)
- The Lair of the Wolf (1917)
- The Pullman Mystery (1917)
- The Taming of Lucy (1917)
- The Light of the Western Stars (1918)
- Hitting the High Spots (1918)
- The Spender  (1919)
- Faith, co-regia di Rex Wilson (1919)
- Almost Married (1919)
- Body and Soul (1920)
- The Last Straw, co-regia di Denison Clift (1920)
- The Third Woman (1920)
- Gli adoratori del diavolo (The Devil's Claim) (1920)
- Li Ting Lang (1920)
- An Arabian Knight (1920)

### Attore
- The Colonel's Orderly, regia di Jay Hunt - cortometraggio (1914)
- Shorty Escapes Marriage, regia di Richard Stanton (1914)
- The City, regia di Raymond B. West - cortometraggio (1914)
- A Romance of the Sawdust Ring, regia di Raymond B. West - cortometraggio (1914)
- The Robbery at Pine River, regia di Walter Edwards (1914)
- Stacked Cards, regia di Thomas H. Ince e Scott Sidney (1914)
- Shorty Falls Into a Title, regia di Raymond B. West (1914)
- The Bargain, regia di Reginald Barker (1914)
- Shorty's Secret, regia di Richard Stanton (1915)
- The Toast of Death, regia di Thomas H. Ince e, non accreditato, Scott Sidney (1915)

### Sceneggiatore
- Harp of Tara, regia di Raymond B. West (1914)
- The Devil, regia di Reginald Barker, Thomas H. Ince (1915)
- The Last Straw, regia di Denison Clift e Charles Swickard (1920)

### Produttore
- Mixed Blood, regia di Charles Swickard (1916)

## Spettacoli teatrali
- Taps, di Charles Swickard- anche attore (Broadway, 17 settembre 1904)
- The Taming of the Shrew  (Broadway, 6 febbraio 1905)
- Cousin Louisa  (Broadway, 30 aprile 1906)